# Kathedrale von Qasr Ibrim

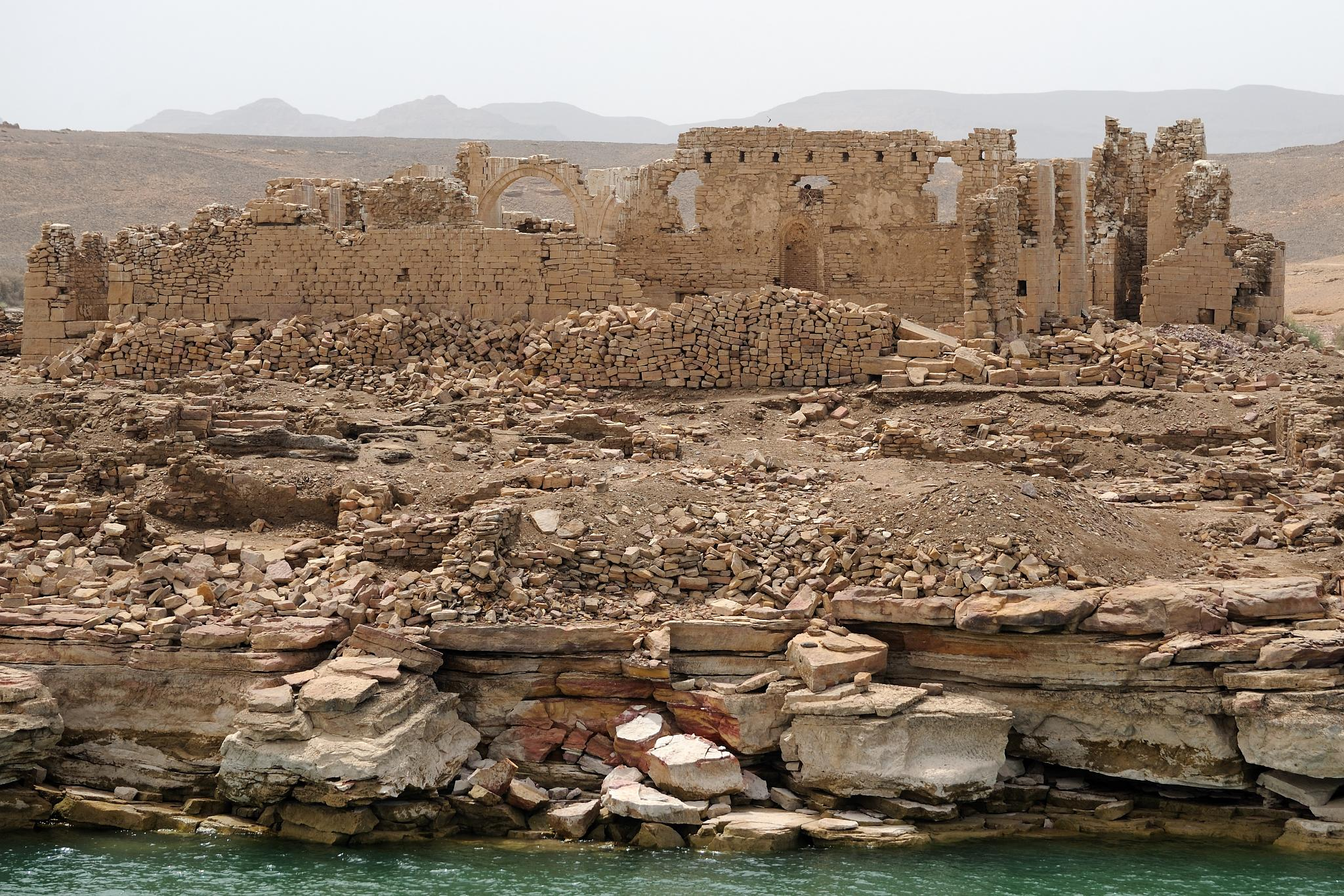
Die ehemalige Hügelkuppe mit der befestigten Stadt ragt heute als Insel aus dem Nassersee. In Bildmitte eine der erhaltenen Weitarkaden der Basilika

Die Kathedrale von Qasr Ibrim, auch Marienkathedrale, war die im 7. Jahrhundert erbaute Bischofskirche von Qasr Ibrim in Unternubien. Die Ruinenstadt liegt nahe der Südgrenze von Ägypten auf einer Felskuppe, die eine Insel im Nassersee bildet.

## Bauform
Die Kathedrale ist eine fünfschiffige Weitarkaden-Basilika, bei der die Hochwände des Kirchenschiffs auf langrechteckigen Pfeilern aus Sandsteinquadern ruhen. Die Außenmaße betragen etwa 32 × 19 Meter. Der untere Bereich der Außenwände besteht aus den wiederverwendeten Steinquadern eines Tempels, wie sie in Nubien und Ägypten nur bis Ende des 3. Jahrhunderts hergestellt wurden. Die sehr großen Sandsteinquader stammen aus einer älteren Bauphase, die als „Alte Kirche“ bezeichnet wird. Die allgemein sorgfältig mit dem Zahneisen bearbeiteten Mauersteine sorgen für eine ungewöhnlich gleichmäßige Struktur des Mauerwerks mit relativ breiten, aber über lange Strecken horizontal verlaufenden Lagerfugen. In den Außenfassaden waren eher zur Dekoration und weniger aus statischen Gründen waagrechte Holzbalken in Höhe der oberen und unteren Fensterkanten in den Mauerverband eingelegt. Auch auf den einst verputzten Wandflächen dürften die Holzbalken erkennbar gewesen sein und eine Fassadengliederung bewirkt haben. Bei den nubischen Lehmziegelbauten war Holz an den Wänden nicht üblich. Seine Verwendung ist eine Übernahme durch Bauleute aus Ägypten, wo Holzeinlagen an frühchristlichen Kirchenbauten häufig vorkamen.
Das Mittelschiff ist etwas breiter als die Seitenschiffe. In derselben Breite wird der zentrale Altarraum, der in koptischen Kirchenbauten Haikal genannt wird, gegenüber den seitlichen Apsiden betont. Hinter der Apsis liegen zwei Räume, die jeweils von einer Säule gestützt wurden. Unter diesen Räumen befinden sich zwei Krypten, die zwei beziehungsweise vier Bestattungen enthielten. In der Westfassade gegenüber liegt der Eingang mit drei Türen, durch die ein Vestibül erreicht wird. Dieser Vorraum wird wie auch bei kleineren nubischen Kirchen üblich, von zwei Nebenräumen flankiert. Der südliche enthielt ein Treppenhaus, der nördliche Nebenraum wurde im Mittelalter fast vollkommen abgetragen.
Der armenische Geschichtsschreiber Abu Salih (um 1200) beschrieb das Gebäude mit einem überkuppelten Dach. Dies darf aus statischen Gründen bezweifelt werden. Aus Palmholzstämmen bestehende geneigte Dachflächen entsprechen eher den Gegebenheiten.

## Geschichte
Der Baukern der Kathedrale wurde von dem christlichen Archäologe William Frend in die Mitte des 7. Jahrhunderts datiert. Auch in der inneren südlichen Arkadenhochwand wurden ältere Steine verbaut, aber deutlich weniger sorgfältig und mit verändertem Pfeilerabstand, was auf einen späteren Umbau in islamischer Zeit schließen lässt. Die Kirche erlitt bei Angriffen der muslimischen Ayyubiden 1173 Beschädigungen. Die Einwohner blieben danach weiterhin christlich und nutzten das teilweise wiederaufgebaute Gotteshaus. Nach der Eroberung der Stadt durch Truppen des Osmanischen Reiches 1528 diente die Kirche bis zur endgültigen Zerstörung 1812 als Moschee.
Das Bauwerk wurde erstmals Anfang des 20. Jahrhunderts von Ugo Monneret de Villard beschrieben. Frend untersuchte die Kirche 1963 und 1964 als Leiter eines britischen Teams im Rahmen der Egypt Exploration Society. Dabei wurde unter einer Säule ein koptisches Manuskript mit der ältesten Fassung der Georgslegende gefunden.